# Hermann Reinicke
Hermann Karl Reinicke (* 18. März 1870 in Erfurt; † 20. April 1945 in Herzberg (Elster)) war ein deutscher Offizier, zuletzt General der Infanterie sowie Chef des Heerespersonalamtes (1923–1927) in der Weimarer Republik.

## Leben
Reinicke führte zu Beginn des Ersten Weltkrieges vom 24. Dezember 1914 bis 22. Dezember 1917 das Füsilier-Regiment „Fürst Karl-Anton von Hohenzollern“ (Hohenzollernsches) Nr. 40 der Preußischen Armee. Am 8. Dezember 1917 wurde ihm als Oberstleutnant der Militärorden Pour le Mérite verliehen.
Als Oberst kommandierte er vom 1. Januar 1921 bis zum 31. März 1922 das 3. (Preußisches) Infanterie-Regiment der Reichswehr.
Vom 1. Februar 1927 bis 30. September 1929 kommandierte er die 5. Division. Dabei war er gleichzeitig Befehlshaber im Wehrkreis V (Stuttgart). 1929 schied Reinicke aus dem aktiven Dienst unter Verleihung des Charakters als General der Infanterie.

## Auszeichnungen
Dies ist eine unvollständige Auswahl:
- Eisernes Kreuz (1914) II. und I. Klasse
- Pour le Mérite am 8. Dezember 1917